# Jean Résal

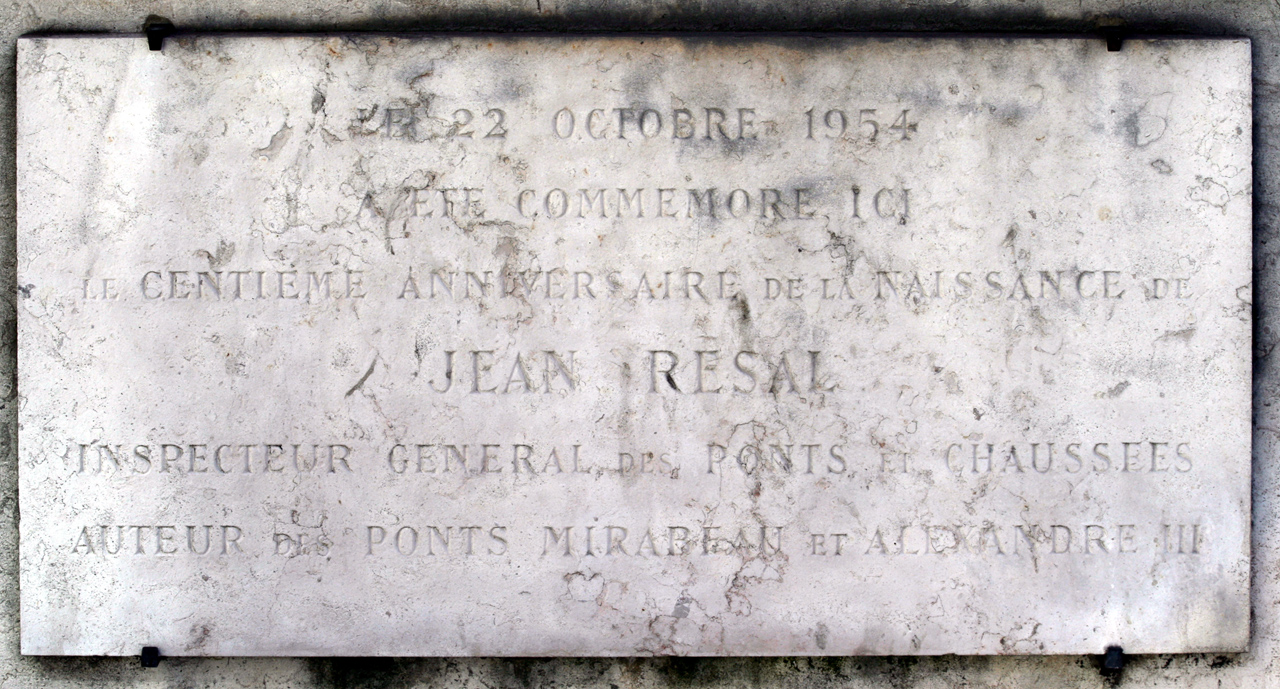
Plaque commémorative sur le pont Mirabeau

Louis Jean Victor Aimé Résal, né à Besançon le 22 octobre 1854 et mort à Paris le 14 novembre 1919, est un ingénieur français, considéré comme le plus grand concepteur de ponts métalliques de la fin du XIXe siècle. 
Ingénieur en chef des ponts et chaussées, professeur de mécanique à l'École des ponts et chaussées (1893-1913), il est le concepteur de plusieurs ponts métalliques en France 
- à Nantes :
  - Pont Résal , pont ferroviaire détruit pendant la Seconde Guerre mondiale, reconstruit en béton ;
  - pont du Général de la Motte Rouge.
- à Paris :
  - Pont Mirabeau, pont routier de 93 m de portée. Jean Résal et Amédée Alby étaient assistants de Paul Rabel. Résal a mis en application une conception novatrice des arcs encastrés aux naissances, qui sera reprise lors des travaux de modernisation du pont d'Arcole ;
  - Pont Alexandre-III, pont routier de 107 m de portée. Pont conçu avec Amédée Alby ;
  - Pont de Bercy, élargissement du pont existant pour le passage du métro ;
  - Passerelle Debilly ;
  - Pont Notre-Dame.

## Biographie
Jean Résal est le fils d'Aimé-Henry Résal (1828-1896), ingénieur des mines et polytechnicien et de Gabrielle Charlotte Ursule Ivane Berthot, fille de Jean Baptiste Eugène Berthot, ingénieur des Ponts et Chaussées.
Affecté d'abord au Service des ponts et chaussées de Loire-Atlantique (1878), il est appelé ensuite au service de la Navigation de Paris (1892) tout en prenant la succession de Flamant à la chaire de Résistance des Matériaux de l’École des ponts et chaussées.
Spécialiste des ponts métalliques, Résal a attiré l'attention des constructeurs sur l'importance de la ductilité des aciers et de leur résilience dans la résistance des ouvrages, et montré l'insuffisance de la notion de limite d'élasticité dans les calculs de dimensionnement. Il a critiqué les expériences de Wöhler sur la fatigue des aciers en mettant en évidence les insuffisances dans la mesure des contraintes appliquées lors des cycles de sollicitation.
Résal est intervenu à titre d'expert sur plusieurs projets après 1890 : pour la construction du pont Faidherbe, à Saint-Louis (Sénégal) (1893) ; le contrôle des constructions métalliques du Grand Palais (Paris), en préparation de l’Exposition universelle de 1900 (qui lui valut l'élévation au rang d'Officier de la légion d'honneur) ; pour l'adjudication du pont des Amidonniers à Toulouse (1901) , où il écarta l’offre « moins-disante » sur la base de considérations techniques ; la conception des travaux sous-fluviaux pour le métro de Paris, avec l'emploi de caissons à air comprimé ; l'expertise du sinistre des travaux de creusement du tunnel de Lœtschberg (Suisse, 1908).
Il a présidé la « Commission du ciment armé », qui a rédigé le premier règlement français de béton armé (9 février 1906), ainsi que la « Commission des ponts métalliques », d'où est sorti le second règlement français de ponts métalliques (8 janvier 1915).
Il a été promu Commandeur de la légion d'honneur en janvier 1919.

## Publications
- Ponts métalliques, 2 vol., 1885 Tome 2 en ligne
- Ponts en maçonnerie, avec Ernest Degrand, 2 vol., 1887 Texte en ligne 1 2
- Constructions métalliques, élasticité et résistance des matériaux, fonte, fer et acier, 1892 Texte en ligne
- Résistance des matériaux. Cours de l'École des ponts et chaussées, 1892 ; 1922 Texte en ligne
- Notes sur la construction du pont Alexandre III, avec Amédée Alby, 1899
- Stabilité des constructions. Cours de l'École des ponts et chaussées, 1901 Texte en ligne
- Poussée des terres, stabilité des murs de soutènement, 2 vol., 1903 Texte en ligne. Dans le volume consacré aux terres sans cohésion, Résal reprend les travaux antérieurs de Boussinesq et Flamant en les présentant par l'équation différentielle d'une courbe particulière, la ligne de poussée. Résal montre ensuite que dans les terres pourvues de cohésion, on ne peut rien déduire de l'angle de talus naturel pour évaluer le frottement interne ; qu'un massif cohérent peut se tenir sous un talus quasi-vertical. Résal évalue ensuite la hauteur critique d'un remblai de cohésion et de frottement donné, sous un talus donné ; et enfin il propose de dimensionner ces talus en faisant intervenir un angle de frottement fictif, dépendant à la fois de la cohésion et de l'angle de frottement des terres formant le remblai, mais aussi des dimensions du talus.
- Cours de ponts métalliques professé à l'École nationale des ponts et chaussées. Ponts en arcs et ponts suspendus, 3 fasc., 1912-1922 Texte en ligne

### Annales des ponts et chaussées
- avec Amédée Alby, Notes sur la construction du pont Alexandre III - Première partie, p. 165-214 et planches 4 à 8, dans Annales des ponts et chaussées, Dunod, Paris, 1898, 1er trimestre (lire en ligne)
- avec Amédée Alby, Notes sur la construction du pont Alexandre III - Première partie (suite), p. 245-286 et planches 30 à 34, dans Annales des ponts et chaussées, Dunod, Paris, 1898, 2e trimestre (lire en ligne)
- avec Amédée Alby, Notes sur la construction du pont Alexandre III - Deuxième partie, p. 311-328 et planche 26, dans Annales des ponts et chaussées, Dunod, Paris, 1898, 3e trimestre (lire en ligne)
- Méthode générale pour le tracé de la courbe des pressions dans une voûte à triple articulation, dans Annales des ponts et chaussées. 1ère partie. Mémoires et documents relatifs à l'art des constructions et au service de l'ingénieur, 1898, 3e trimestre, p. 82-90 (lire en ligne)

## Distinctions
- Commandeur de la Légion d'honneur en 1919[2]
- La rue Résal à Paris porte son nom ainsi que la rue Résal à Besançon, quartier des Chaprais.

## Galerie

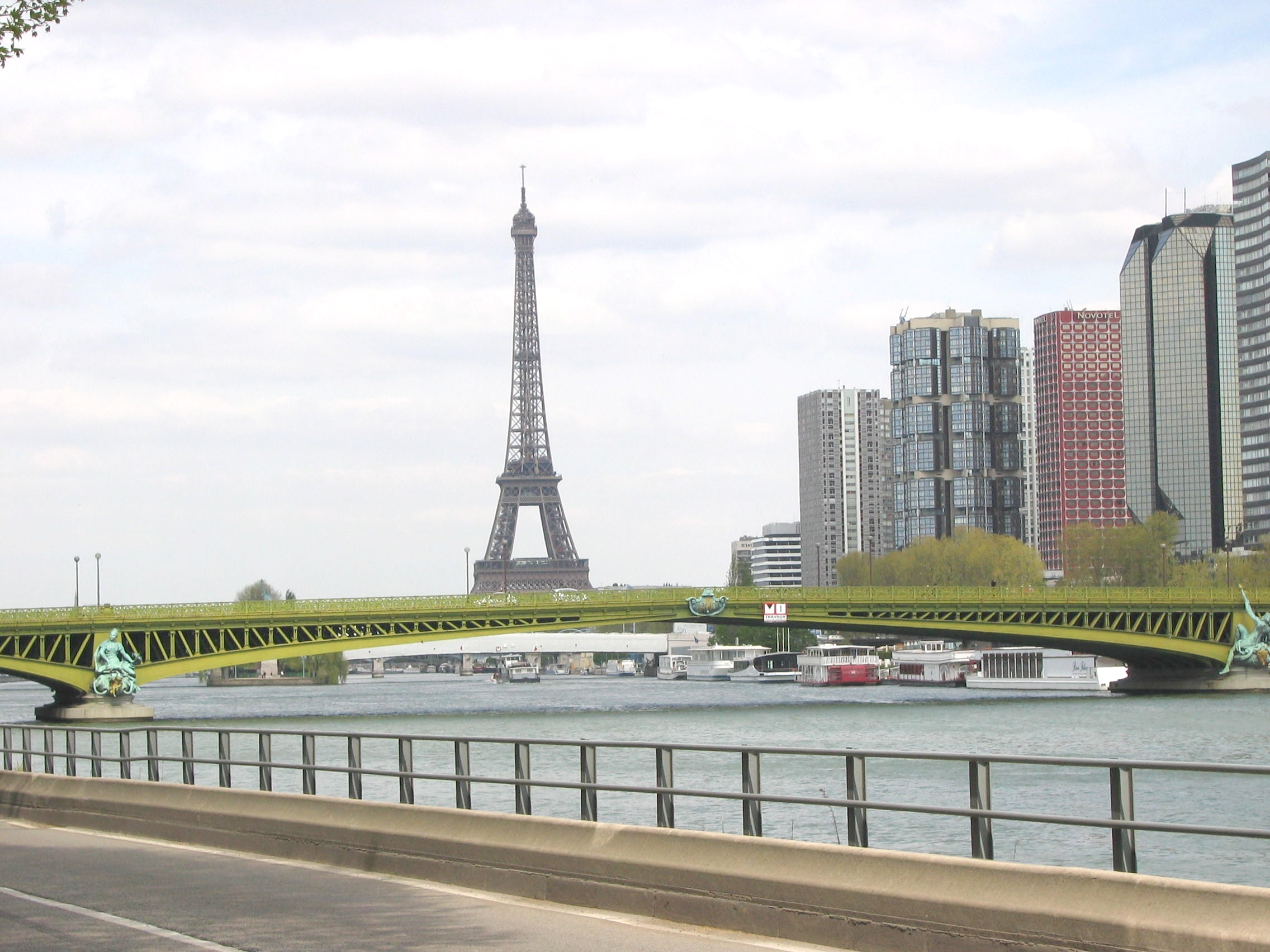
Pont Mirabeau
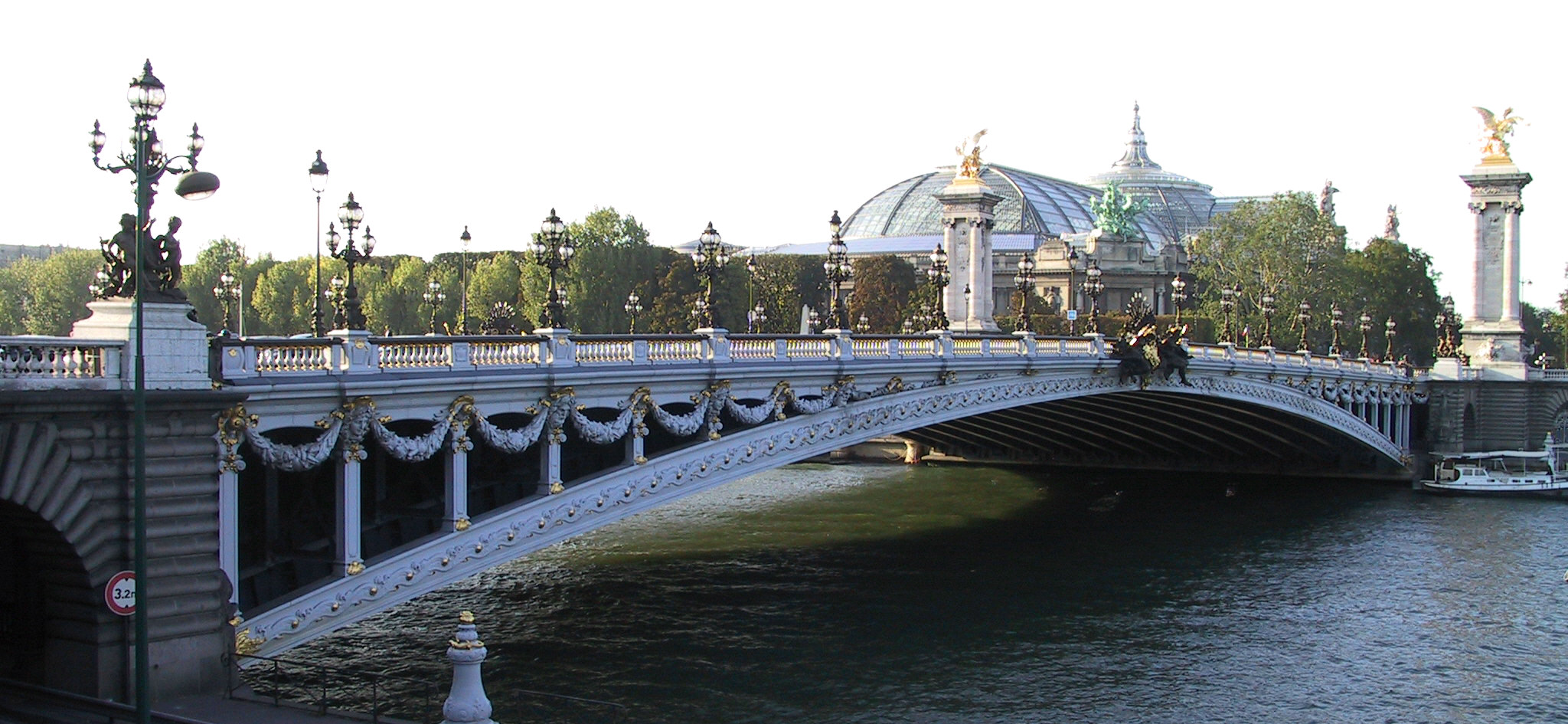
Pont Alexandre-III
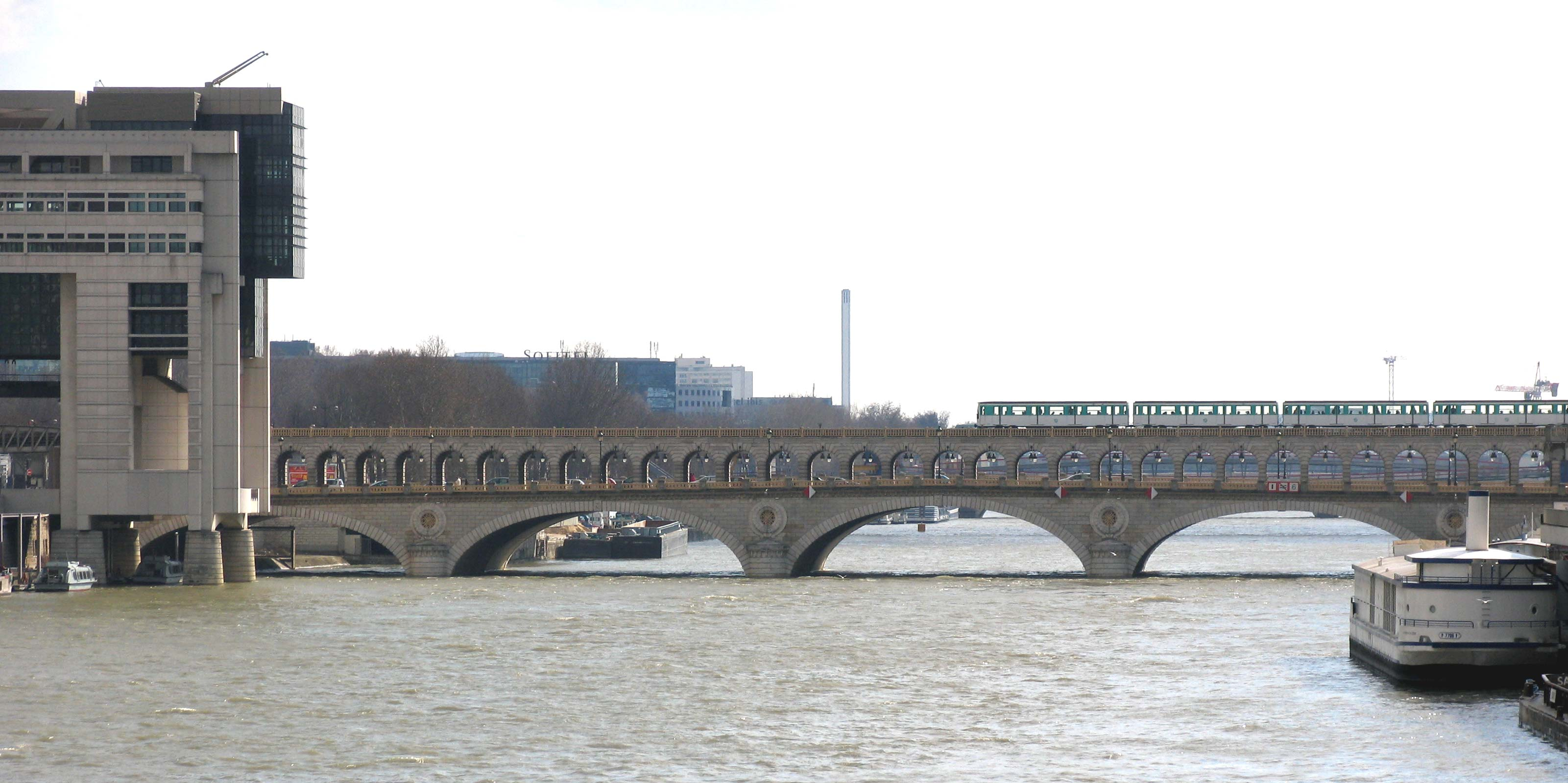
Pont de Bercy
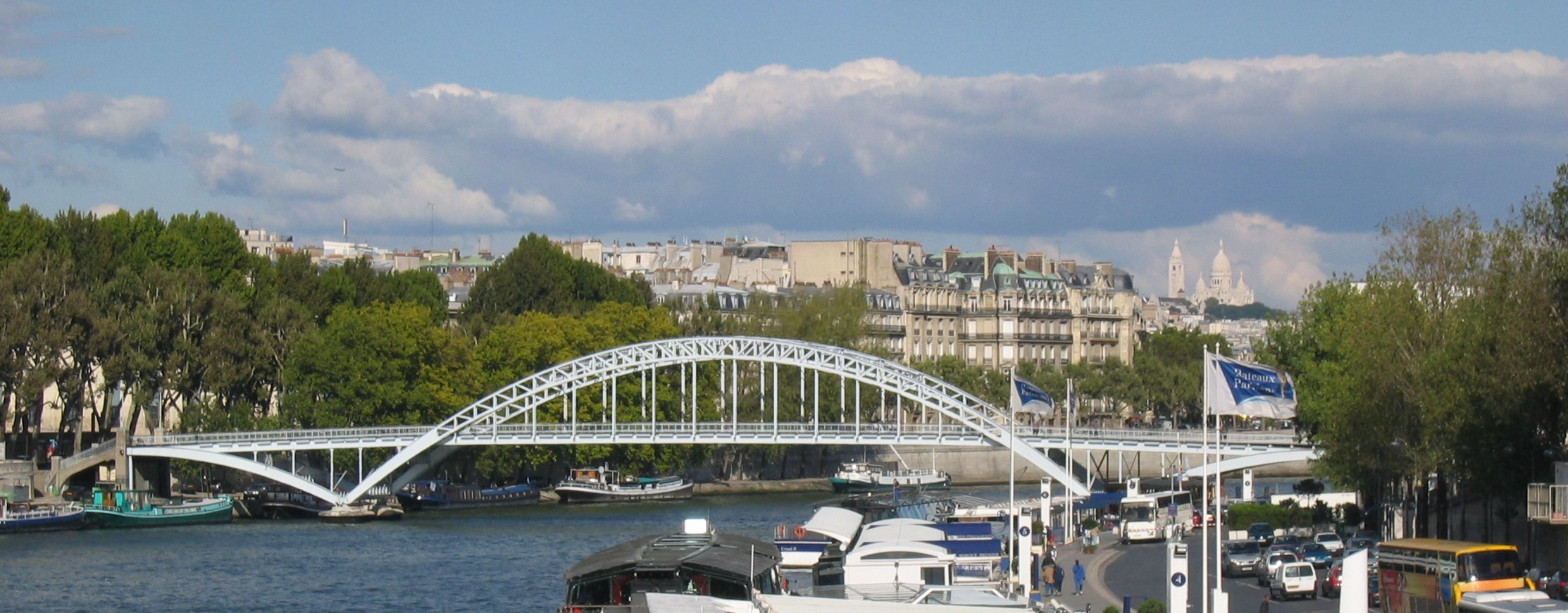
Passerelle Debilly
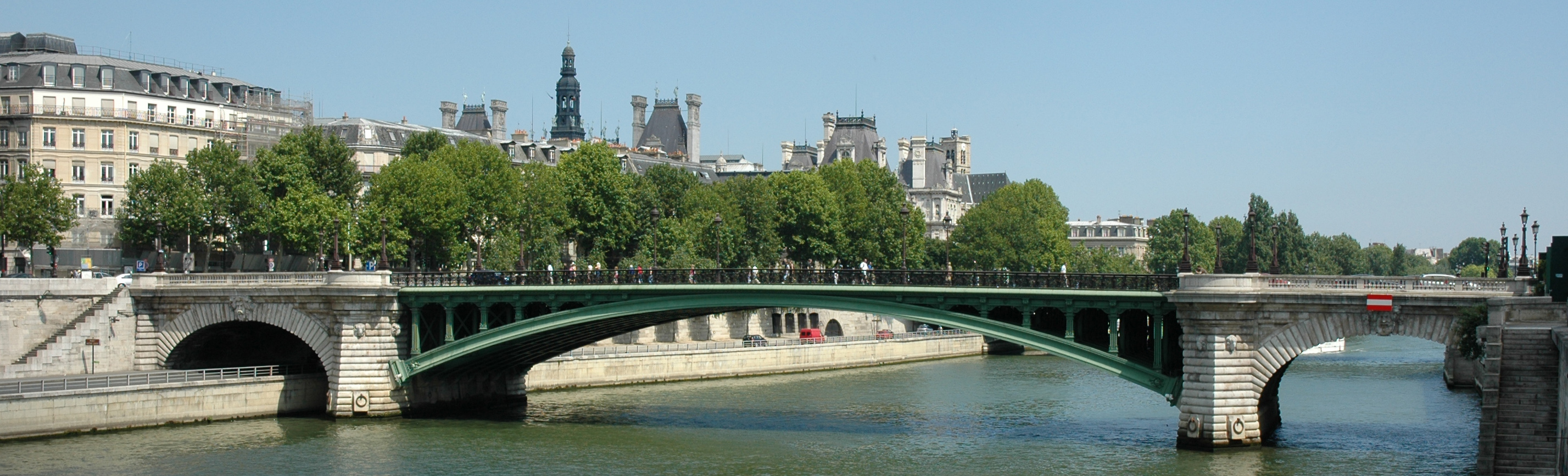
Pont Notre-Dame
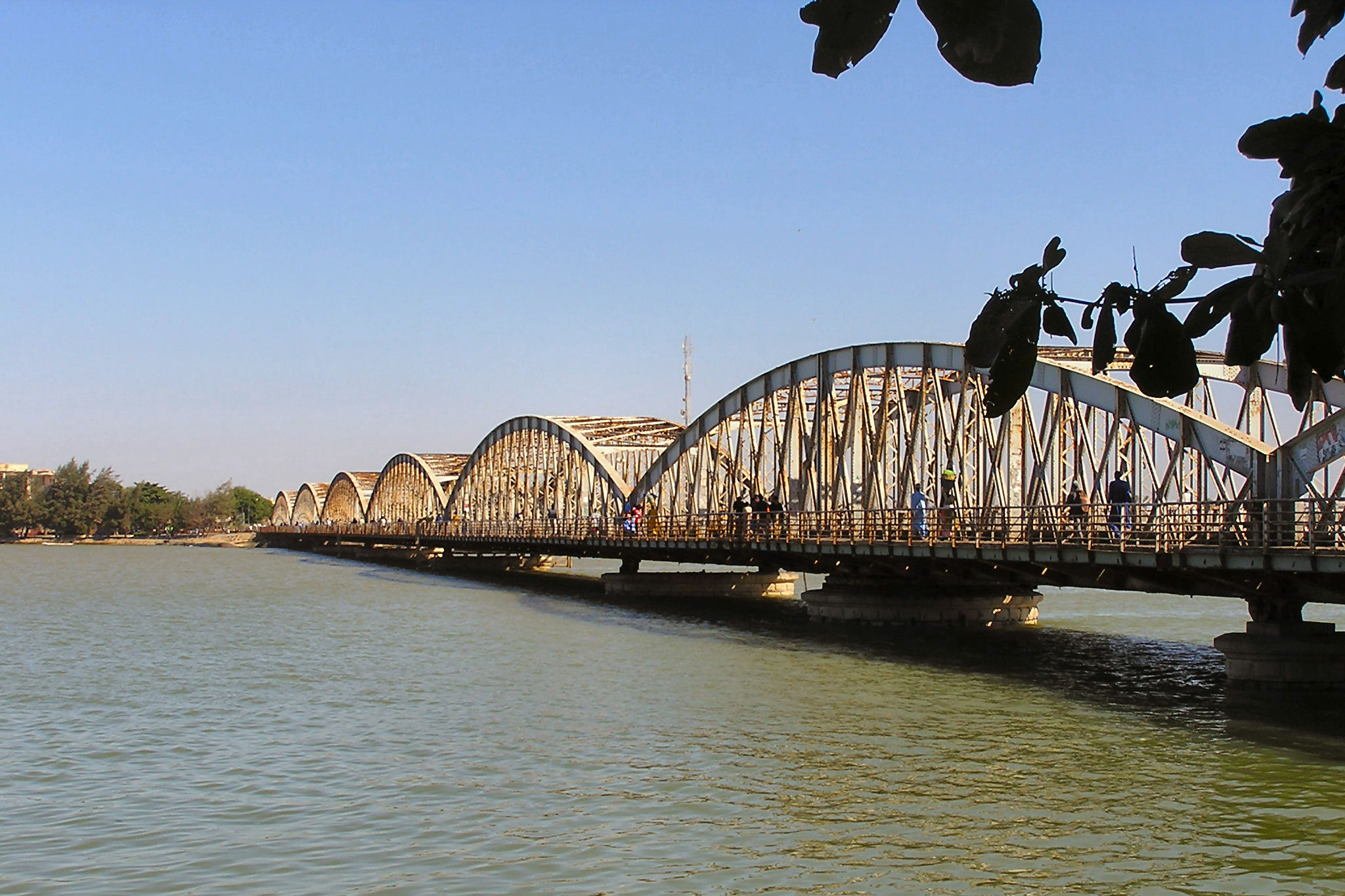
Pont Faidherbe, à Saint-Louis (Sénégal)